# Green River (album)
Green River je třetí studiové album americké skupiny Creedence Clearwater Revival. Vydáno bylo v srpnu roku 1969 společností Fantasy Records. Nahráno bylo od března do června toho roku v sanfranciském studiu Wally Heider Studios a jeho producentem byl zpěvák kapely John Fogerty. V hitparádě Billboard 200 se album umístilo na prvním místě. Časopis Rolling Stone jej zařadil na 95. příčku žebříčku 500 nejlepších alb všech dob.

## Seznam skladeb
Autorem všech skladeb je John Fogerty, pokud není uvedeno jinak.
1. „Green River“ – 2:36
2. „Commotion“ – 2:44
3. „Tombstone Shadow“ – 3:39
4. „Wrote a Song for Everyone“ – 4:57
5. „Bad Moon Rising“ – 2:21
6. „Lodi“ – 3:13
7. „Cross-Tie Walker“ – 3:20
8. „Sinister Purpose“ – 3:23
9. „The Night Time Is the Right Time“ (Nappy Brown, Ozzie Cadena, Lew Herman) – 3:09

## Obsazení
- John Fogerty – zpěv, doprovodné vokály, kytara, klávesy, klavír, harmonika
- Tom Fogerty – kytara
- Stu Cook – baskytara
- Doug Clifford – bicí